# هوارد کوک
سر هوارد کوک (انگلیسی: Sir Howard Cooke)؛ زادهٔ ۱۳ نوامبر ۱۹۱۵ – درگذشتهٔ ۱۱ ژوئیه ۲۰۱۴) یک سیاست‌مدار اهل جامائیکا بود. وی فرماندار کل جامائیکا از ۱ اوت ۱۹۹۱ تا ۱۵ فوریه ۲۰۰۶ بود.
هوارد کوک در ۱۱ ژوئیه ۲۰۱۴، در سن ۹۸ سالگی درگذشت.